# Сант-Андреа-аль-Квиринале (титулярная церковь)
Титулярная церковь Сант-Андреа-аль-Квиринале (лат. Titulus Sancti Andreæ in Quirinali) — титулярная церковь была создана Папой Иоанном Павлом II в 1988 году. Титулярная церковь принадлежит барочной церкви Сант-Андреа-аль-Квиринале, расположенной в районе Рима Монти, на виа дель Квиринале. Церковь, которой принадлежит титул, была резиденцией иезуитов с XVI века.

## Список кардиналов-священников титулярной церкви Сант-Андреа-аль-Квиринале
- Адам Козловецкий, S.J. — (21 февраля 1998 — 28 сентября 2007, до смерти);
- Одилиу Педру Шерер — (24 ноября 2007 — по настоящее время).